# Eudioxys schwarzi
Eudioxys schwarzi är en biart som beskrevs av Mavromoustakis 1968. Eudioxys schwarzi ingår i släktet Eudioxys och familjen buksamlarbin. Inga underarter finns listade i Catalogue of Life.